# Табурин, Владимир Амосович
Влади́мир Амо́сович Табу́рин (1864, Санкт-Петербург, Российская империя — 13 января 1919, Петроград) — русский художник, книжный график, иллюстратор, фоторепортёр, писатель, журналист, военный корреспондент, автор рекламных плакатов.
Владимир Амосович иллюстрировал произведения А. С. Пушкина, М. Ю. Лермонтова, Н. В. Гоголя, И. С. Тургенева, И. А. Гончарова, Н. С. Лескова, А. П. Чехова, П. Д. Боборыкина, Вл. И. Немировича-Данченко и другие.

## Биография и творчество

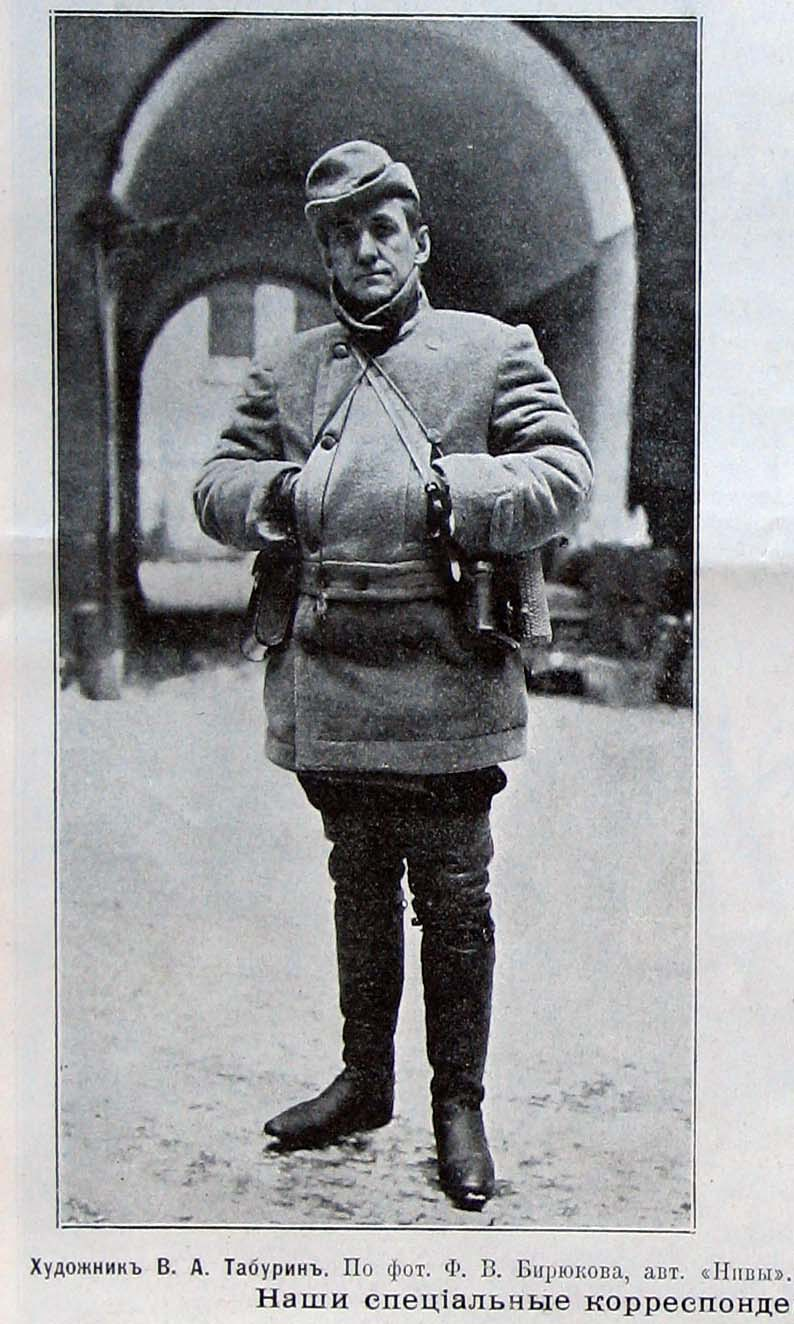
В амуниции фоторепортёра

Владимир Табурин — известный в прошлом петербургский художник. Его дед Фёдор Трофимович Табурин (род. 1777 г.) был в 1809—1817 годах штурманом, а позднее чиновником 14 класса и учителем Штурманского Балтийского училища в ведомстве Адмиралтейского департамента Министерства морских сил. Отец Амос Фёдорович (1808—1873), коллежский асессор, служил в 1833—1847 годах письмоводителем, исправлял должность казначея Высочайше утверждённого в 1832 году комитета об устройстве города Кронштадта. Два старших брата Владимира, — Георгий (род. ок. 1865 г., окончил Павловское военное училище в 1886 году) и Константин (род. 1.06.1866 г.), — были офицерами, принимавшими участие в Русско-японской войне. Владимир родился в 1864 году.
В «Живописном обозрении» художник помещал рисунки с натуры, посвящённые событиям из жизни царской семьи: торжественному перевезению императорских регалий, коронованию Николая II и Александры Фёдоровны — темам традиционным для массового и благонамеренного издания, а в «Ниве» с середины 1890-х годов в рубрике «Литературный альбом» его рисунки наряду с работами Н. Н. Каразина, Е. М. Бём, И. С. Ижакевича, Л. О. Пастернака, Е. П. Самокиш-Судковской иллюстрировали произведения выдающихся мастеров литературы, чьи собрания сочинений ежегодно выходили в виде бесплатных приложений к журналу, либо такие произведения публиковались на страницах основного издания. Таким образом, Табуриным были иллюстрированы произведения А. С. Пушкина, И. С. Тургенева, И. А. Гончарова, Н. С. Лескова, А. П. Чехова, П. Д. Боборыкина, Вл. И. Немировича-Данченко, А. К. Шеллер-Михайлова.
Помимо литературной иллюстрации художник публиковал в журнале свои самостоятельные работы, но, будучи штатным художником «Нивы», много работал по заказу для журнала, выполняя тематические и юбилейные работы (к 200-летию С.-Петербурга) и различные поручения редакции по художественному оформлению переплётов для ежегодных собраний сочинений (например, Собрание сочинений В. А. Жуковского 1902 года, Генриха Гейне, И. Ф. Горбунова, 1904 года) и др., выходящих в издательстве А. Ф. Маркса.
К 1913 году был удостоен личного дворянства.
Владимир Табурин умер 13 января 1919 года. Следы его братьев теряются в 1920-е годы: Георгий, сделав карьеру при большевиках в качестве председателя вырицкого сельсовета, был арестован по «делу офицеров», Константин, принимавший участие в белом движении, остаток своих дней провёл в Крыму.

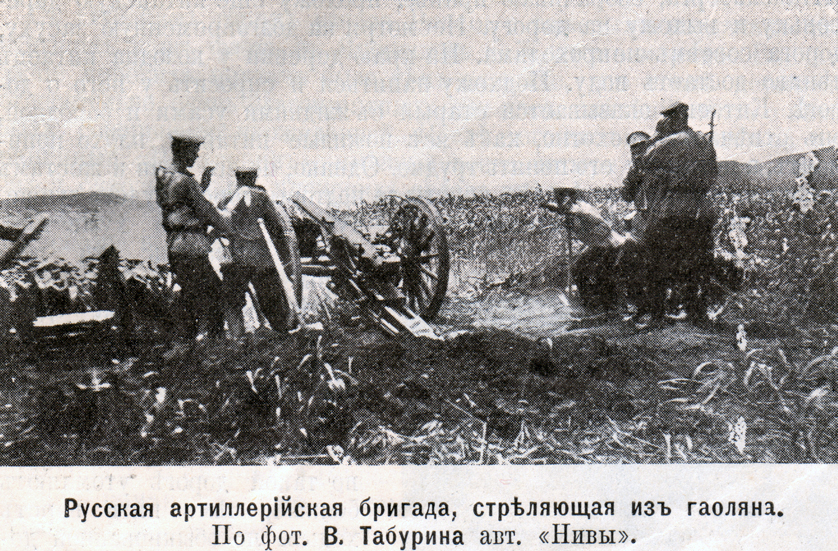
Фоторепортажи с Японской войны были журнальной новинкой: Русская артиллерийская бригада, стреляющая из гаоляна, 1904 год.

### Репортажи с Русско-японской войны
В годы Русско-японской войны В. А. Табурин вынужден был на время отложить литературную иллюстрацию и сменить направление в своей работе. Как и его старший брат Георгий, капитан 35-го Восточно-Сибирского стрелкового полка, он отправляется на Дальний Восток в действующую армию. Вместе с известными фотографами Виктором Буллой, Петром Оцупом он прибывает в качестве специального военного корреспондента и фоторепортёра журнала «Нива» к театру военных действий в Маньчжурию. Здесь его деятельность разнообразна: он пишет полубеллетристические репортажи, делает бытовые зарисовки с передовой, пробуя себя в качестве баталиста, публикует много экзотических для рядового российского читателя снимков северо-восточного Китая. С лета 1904 года очерки под общим названием «На войне», сопровождаемые рисунками и фотографиями автора, появлялись едва ли не в каждом номере журнала. По ним читатели еженедельника, выходящего тиражом 275 тысяч экземпляров, узнавали обо всех перипетиях этой неудачной для России войны. Журналист со своеобразным сочувствием описывал положение местного населения, оказавшегося между двух воюющих сторон:

Премилые зверьки эти китайчата. Они не дичатся вас, и достаточно им увидеть ласковую улыбку, чтобы они вполне вам доверились. Это, кстати, относится вообще к китайцам, которые почему-то европейцам представляются полуживотными. К ним относятся презрительно и грубо… Это факт, который никто не будет оспаривать… Так относится к ним наш солдат, так смотрят на них наши офицеры; таково же отношение к ним иностранцев, как это я заметил в Ин-коу…

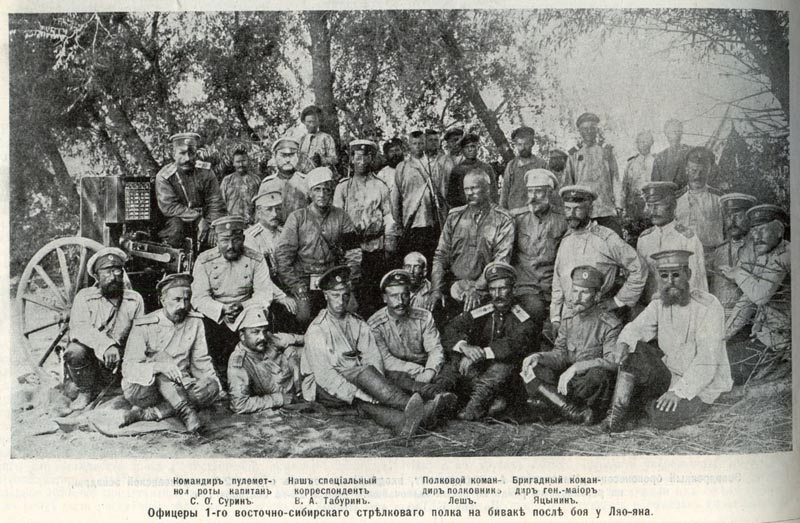
В. А. Табурин (в центре с повязкой) среди офицеров после битвы у Ляояна, 1904 г.

Между тем, достаточно ласкового взгляда, приветливого слова, и в чёрных с припухлыми веками глазах загорается такая ласковая благодарность, такая покорность, что становится стыдно за тех, кто не умеет или не хочет вызвать такой улыбки.
— В. А. Табурин, «На войне», Нива, 1904, № 34, стр. 672.
В следующем 1905 году исход войны был предрешён результатами Мукденского сражения. О беззаветной отваге и самоотверженном подвиге русских солдат и офицеров в мукденской битве журналист написал серию очерков «Мукденский бой», которые печатались в журнале с 14 по 23 номер.
По окончании войны В. А. Табурин не оставляет очеркистики, пишет рассказ «Ванька-Каин» для «Нивы», в котором пытается анализировать причины военных неудач в минувшей войне, и вскоре возвращается к привычной работе книжного иллюстратора. Пребывание на войне обогатило его материалом для последующих художественных работ.

### Иллюстрирование произведений А. С. Пушкина

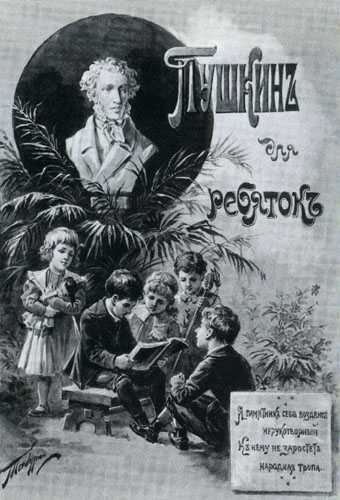
«Пушкин для ребяток», 1899

Получив всероссийскую известность, Табурин не ограничивается сотрудничеством с «Нивой». Ещё в конце 1890-х гг. он обратился к детской и юношеской литературе, иллюстрировал издание А. Сальникова «Пушкин для ребяток» — сборник избранных стихотворений поэта. В 1908 году он вновь переиздаёт прежние и иллюстрирует новые книги: повесть для юношества А. В. Круглова «Живые умы» в издании «Товарищества М. О. Вольфа»; повести для юношества Лидии Чарской (Л. А. Вороновой, по мужу Чуриловой), журналы для детей и многое другое.
Владимиру Табурину принадлежит определённый вклад в достоверное изображение места последней дуэли Пушкина с Дантесом. К 1890-м годам этому месту на Чёрной речке грозила участь утратить современный Пушкину вид. Наряду с художниками И. Криницким и В. Я. Рейнгардтом он одним из первых постарался донести до потомков изображение этого памятного места. Исследователь Александр Романов пишет:

В начале 1890 г. вся описываемая территория, находившаяся в запущенном состоянии, была передана скаковому обществу. Журнал «Живописное обозрение» сообщал, что этот «пушкинский уголок» хотят превратить в ипподром. Здесь был помещён рисунок художника В. Табурина, показывавший в каком запущенном состоянии находилось место дуэли.— Александр Романов, «История пушкинских мемориалов  
у Чёрной речки и в Святогорье»
Благодаря хлопотам общественности и меценатству любителей скачек к пушкинскому юбилею 1899 года был изготовлен и установлен первый, ещё несовершенный постамент с гипсовьм бюстом поэта и надписью «Александр Сергеевич Пушкин, — место его поединка, состоявшегося 27 января 1837 года», простоявший до 1924 года.

### Иллюстрирование произведений Н. В. Гоголя

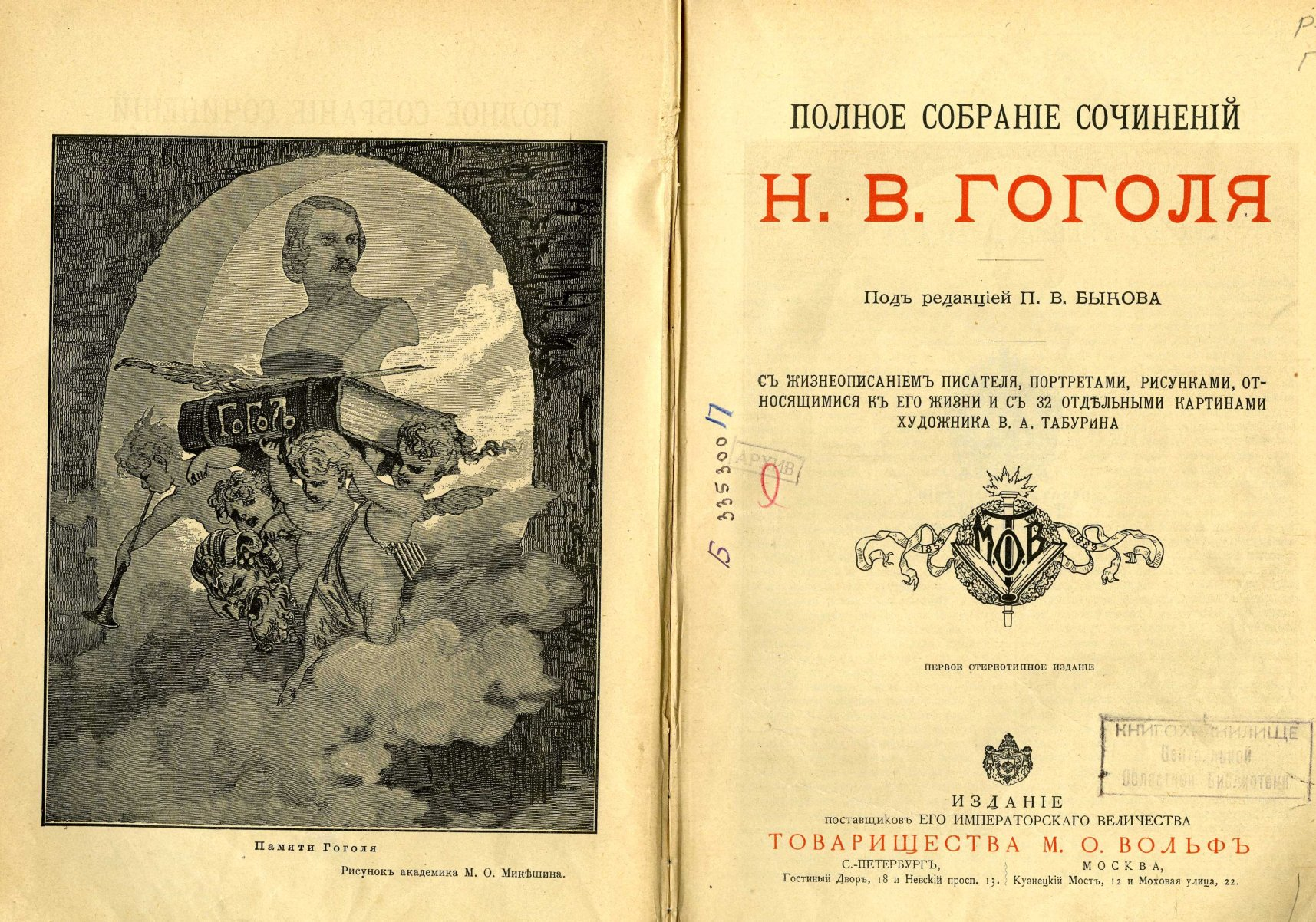
Полное собрание сочинений Н. В. Гоголя, 1908, издание товарищества М. О. Вольф, 32 иллюстрации В. А. Табурина

Самым выдающимся событием в области книжной графики для Владимира Табурина становится работа по иллюстрированию произведений Н. В. Гоголя для издательства «Товарищества М. О. Вольфа». Начиная с 1900 года один за другим издаются иллюстрированные собрания сочинений великого классика, в том числе и поэма «Мёртвые души». Собрание сочинений Гоголя в серии «Великие русские писатели», изданное «Товариществом М. О. Вольфа», было одним из самых интересных в этом ряду. Оно было дорогим, роскошно оформленным, рассчитанным на обеспеченного ценителя книги.
Собрание сочинений было выпущено большим форматом в переплётах с золотым тиснением, на которых имелся блинтовый барельеф Гоголя, размещённый в овальном медальоне, при этом новшество заключалось в том, что каждый том имел свою суперобложку. Помимо этого книги имели ещё и картонный футляр, на котором значилось: «Без этого футляра книга обратно не принимается». Впервые стереотипно изданные сочинения писателя были изданы «Товариществом М. О. Вольфа» 1908 году и в дальнейшем лишь переиздавались без изменений.
Табурин сопроводил иллюстрациями как биографию писателя («Гоголь читает „Ревизора“ перед артистами Малого театра»), так и сами его произведения. Всего было сделано 32 иллюстрации на отдельных листах, из них 6 рисунков иллюстрировали «Мёртвые души».
Каждую иллюстрацию сопровождала лаконичная цитата из гоголевского текста. Сами картины были выполнены в чёрно-белых полутонах и напечатаны методом автотипии. Художником были избраны для иллюстрирования не повествовательно-кульминационные, а постановочно-выгодные эпизоды поэмы: ссора Ноздрёва и Чичикова, расставание Павла Ивановича с Маниловыми и так далее. Иллюстрации были выполнены в достаточно хорошей реалистической манере, но не стали выдающимся событием в иконографии гоголевских творений и «Мёртвых душ». «Товарищество М. О. Вольфа» одновременно издало также отдельный альбом «Гоголь в иллюстрациях художника В. А. Табурина», распространявшийся в качестве приложения к журналу «Задушевное слово».

### В. А. Табурин-прозаик

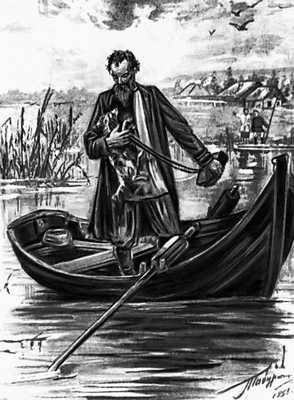
«Муму». Гравюра Е. М. Бём с рисунка В. А. Табурина

После окончания Русско-японской войны Владимир Табурин сближается с журналом «народных социалистов» «Русское богатство», руководимом В. Г. Короленко, и свои прозаические произведения отдаёт преимущественно туда. Здесь им были напечатаны очерки и рассказы «Скорый поезд», 1909 г., «Политика», 1909 г., «Жива душа», 1910 г., «У старой кумирни», 1911 г., «Прасковья-пятница», 1912 г. Из дневника К. П. Пятницкого известно, что когда 18 сентября 1911 года на Капри у Максима Горького гостил Ф. И. Шаляпин, Горький читал вслух рассказ Табурина «Жива душа». За его опубликование был наложен арест на одиннадцатую книжку журнала «Русского богатства» 1910 года. О предстоящем суде журнала за его публикацию В. Г. Короленко писал С. Д. Протопопову:
«Опасные» статьи я читаю, как и другие товарищи, и мне не только не приходится жаловаться на товарищей за «неосторожность» по отношению ко мне, но, наоборот, часто они задерживают статьи, которые я пропускаю. Рукопись Табурина, за которую задержана предпоследняя книжка (из арестованных), читал первый я, и я уже послал её товарищам с положительным отзывом.
А секретарю редакции журнала А. Г. Горнфельду по поводу рассказа Табурина Короленко сообщал следующее:
Незаметно эта вещь вряд ли пройдет, если только у читателей и критики хватит мужества вчитаться (возможно и то: увидят, что тут расстреливают, и обойдут сторонкой).
В годы Первой мировой войны Владимир Табурин возобновляет сотрудничество с «Нивой» и публикует в ней рассказ «Та, которая ждёт», 1915 год.

### В. А. Табурин — художник открыток

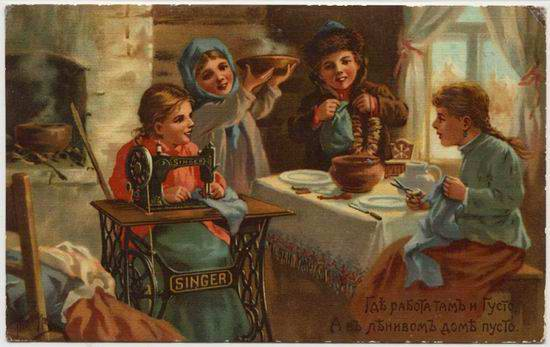
Реклама компании «Зингер» на открытках, в то время изящно именуемых «артистическими карточками»

Однако подлинным призванием Владимира Табурина стало не писательство, а создание почтовых открыток. Первооткрывателем и фаворитом в этой отрасли прикладной живописи явилась художница Елизавета Меркурьевна Бём. С 1898 года, будучи приверженцем русского стиля, она создала более трёхсот композиций для открытых писем. Композиции включали в себя изображения мальчиков и девочек в различных костюмах с текстом из русских былин или же сопровождаемые различными поговорками. Открытки печатались по способу фототипии, цветной автотипии, литографии и хромолитографии. Открытки Бём пользовались огромной популярностью как в России, так и за рубежом. Кроме Бём в России самостоятельно работали в этом жанре Н. Н. Каразин, Н. С. Самокиш, С. С. Соломко, художники «Мира искусства».
В числе русских подражателей Е. М. Бём были художники Е. П. Лебедева-Анохина и А. А. Лавров. Владимир Табурин также пошёл по стопам Е. М. Бём. Первая известная серия открыток компании «Зингер», оформленная по эскизам В. А. Табурина, вышла в 1905 году. Она называлась «Русские пословицы в лицах» и состояла из шести штук: «Не красен обед пирогами, а красен едоками», «Сколько ни думай, а лучше хлеба-соли не придумаешь», «Хорош Мартын, когда есть алтын. Худ Роман, когда пуст карман», «Не рой ямы другому, сам в неё упадёшь», «За двумя зайцами погонишься — ни одного не поймаешь», «Для милого дружка и серёжка из ушка».

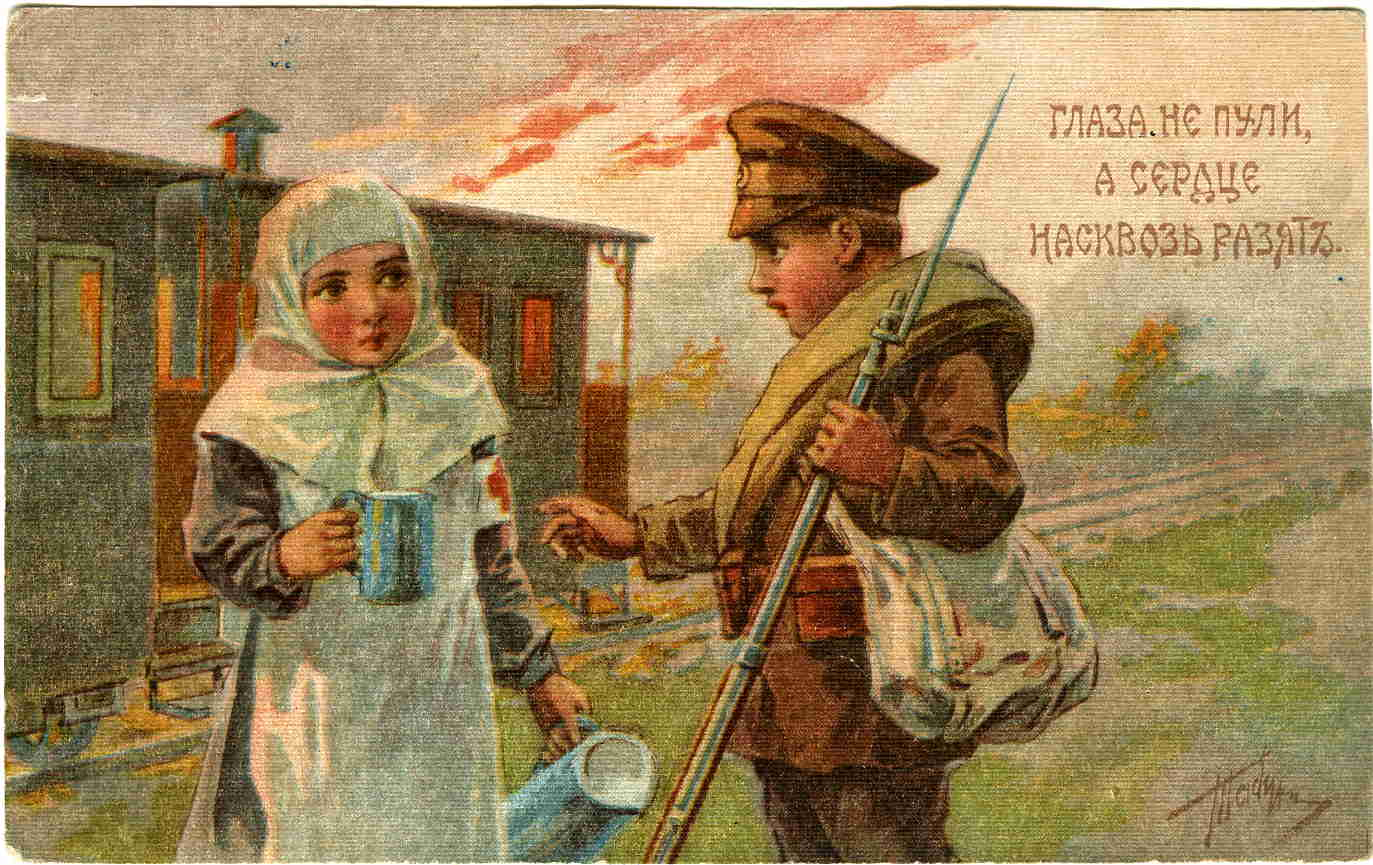
Трогательный сюжет открытки мог лаконично дополнять короткие строки солдатской переписки

В своей основе эти открытки напоминали понятный народу лубок — поучительные или развлекательные сценки в русском стиле. В чём-то шутливые, в чём-то ироничные, они воссоздавали деревенский быт, хозяйственный уклад рядового обывателя — потенциального покупателя продукции компании «Зингер». Открытка с пословицей «Где работа там и густо, а в ленивом доме пусто» изображала сельский дом, многочисленное и работящее семейство вокруг швейной машинки «Зингер», и как бы внушала бесхитростные буржуазные ценности: трудолюбие, рачительность, семейственность, ведущие к закономерному благополучию, воплощённому в виде заветной продукции компании «Зингер».
Особое место в творчестве Табурина заняли эскизы к открыткам, посвящённым Первой мировой войне, изданные фирмой Теодора Киббеля в Петрограде в 1916 году. Эти эскизы также сопровождались пословицами, а персонажами были всё те же стилизованные дети, с румяными, пухлыми личиками, слегка напоминающие кукольные, но такая стилизация не была какой-то исключительной особенностью творческой манеры Владимира Табурина — это была дань эпохе, точно так же рисовали войну другие русские художники (А. А. Лавров, издания А. Ф. Постнова), активно эксплуатировалась детская тема в пропагандистских целях художниками открыток из Германии, Англии, Франции и т. д. В этой серии художник вновь обыграл сюжет пословицы «Не рой другому ямы, сам в неё упадёшь», как ранее в зингеровских открытках, только на этот раз она получила буквальное, а не фигуральное толкование. См. Галерею.

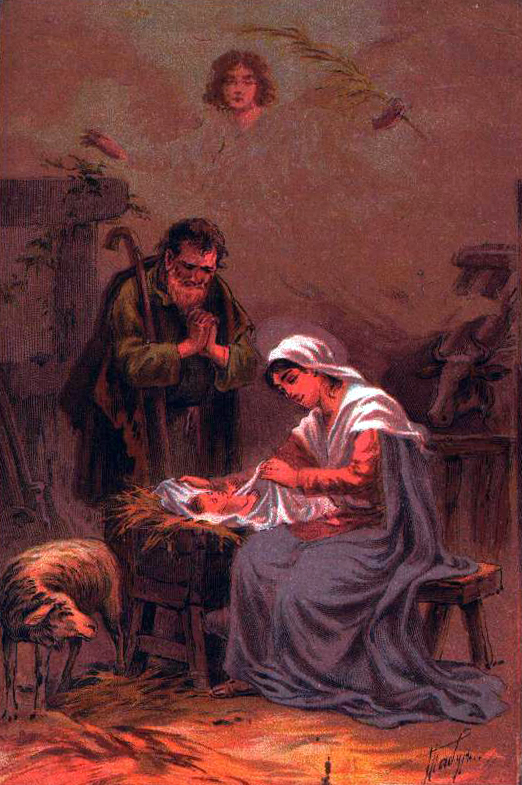
Рождество Христово. Открытое письмо

Приём гротескного изображения глобальных исторических катаклизмов в виде «детской войны» таил в себе возможности для раскрытия всей нелепости бессмысленной человеческой бойни, поэтому на некоторых изображениях его персонажи предстают подчёркнуто жалкими, беззащитными, страдающими, в то время как другие его работы в целом вписывались в рамки идеологической пропаганды доблести, великодушия и отваги русского солдата.
В 1917 году художник выпускает ещё одну серию: «Дети-политики». Тут лубок парадоксальным образом соседствует с карикатурой. Ведущие политические силы России, раздираемой мучительными противоречиями революционной эпохи, своеобразно представлены курносыми, большеглазыми шаловливыми личностями: кто с газетой и в очках, кто в крестьянской фуражке и лаптях, кто с портфелем присяжного поверенного, а кто и с бомбами-револьверами, но в сущности, все они — одинаково ребячливые озорники, только играющие в большую политику. Рисунки смотрятся весьма добродушным для 1917 года шаржем, если не считать образа большевика, злобно и свысока взирающего на малышку-меньшевика, и говорят о равнодушии художника к непонятным и опасным политическим играм своих современников.
Открытки В. А. Табурина выходили большими тиражами и неоднократно переиздавались. Не избежал художник и участи всех популярных авторов открыток, чьи эскизы несанкционированно репродуцировались безвестными умельцами. Так, например, чёрно-белая открытка «Экспроприатор чести» была скопирована по акварели Табурина «Гордость» (рисунок представлял из себя оригинальный авторский сюжет: гордая девушка предпочла встать под дуло пистолета, нежели уступить насильнику). Таким же образом были репродуцированы и чёрно-белые полутоновые иллюстрации к И. С. Тургеневу. Популярные открытки из серии компании «Зингер» печатались уже в советское время вплоть до самой Великой Отечественной войны государственным трестом «Графическое дело».

### Художник рекламы

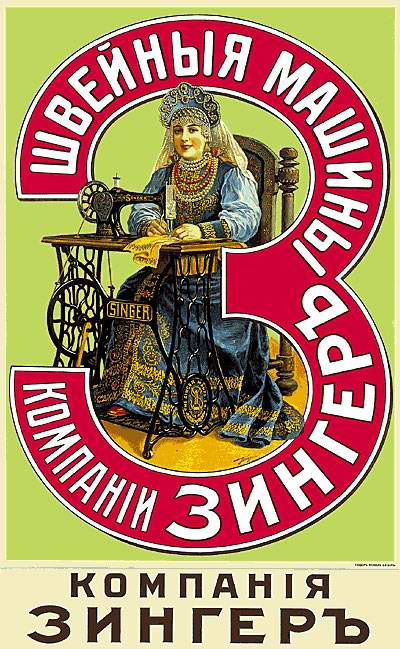
Брэнд компании «Зингер» был известен в каждом доме. СПб., Т. Киббель, 1900-е гг. Хромолит; 111х69

Подобно всем художникам, посвятившим себя прикладной графике, Табурин рисовал много меню, пригласительных афиш, рекламных плакатов и т. д. В то время искусство рекламы в России ещё делало только первые свои шаги. В этом жанре себя пробовали художник Сергей Соломко, Николай Орлов, М. Медведев и некоторые другие. Как писал современник: 

Реклама при этом ищет формы, которые должны как можно сильнее поразить массу, привлечь… создаёт свой сжатый выразительный язык, создаёт плакат. Фабрикант или торговец добиваются, чтобы в памяти потребителя врезались одни и те же слова, чтобы запомнился яркий образ, характеризующий предмет потребления, и художники создают для фабриканта искусство плаката.
— Юрий Бочаров, «Искусство плаката», Раннее утро, 1913, 19 декабря

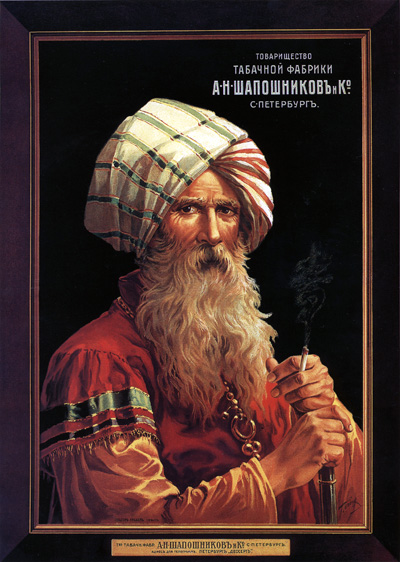
Плакат «Товарищество табачной фабрики А. Н. Шапошников и Ко», 1900 год

В начале 1900-х годов Табурин начинает своё сотрудничество с компанией «Зингер», которая в то время только пыталась осваивать российский рынок и для этого строила в Подольске предприятие по производству швейных машин. Художник создаёт рекламный плакат в русском стиле: былинная царевна уверенно работает на современной швейной машинке «Зингер». Соединение в одном образе элементов далёкой истории и современности придавало существенный для рекламы эффект интриги и неожиданности.
Эскиз Табурина был утверждён Отделом промышленности и торговли Министерства финансов России в качестве магазинной вывески и официального торгового знака компании «Зингер» в России. Эмблема швейных машин начала мелькать на страницах «Нивы» и других популярных иллюстрированных журналов и газет. Рекламные плакаты Табурина украшали собой витрины фирменных магазинов «Зингер» едва ли не всех крупных городов Российской империи. Таким образом, Владимиру Табурину удалось красочно увеличить популярность торговой марки известной американской фирмы в России, чья продукция стала одной из примет быта страны начала XX столетия.
Кроме сотрудничества с компанией «Зингер», для которой художник помимо плаката нарисовал 18 почтовых открыток, В. А. Табурин создаёт в 1900 году рекламный плакат для «Товарищества табачной фабрики А. Н. Шапошников и Ко», рекламу локомобилей и молотилок со склада Г. Ланца в Армавире, афишу выставки произведений печати 1910 года и т. д. Торгово-промышленные плакаты В. А. Табурина органично совмещали в себе информационно-агитационный элемент с великолепной художественной техникой.

## Критика художественных произведений В. А. Табурина

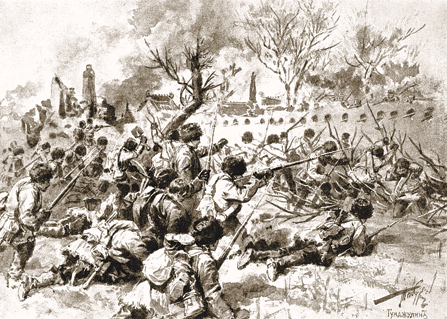
Мукденский бой возле башни Хауха.

Отношение к творчеству В. А. Табурина различных критиков нужно рассматривать в контексте противоборства различных художественных школ и умственных течений начала века. В целом высказывания по адресу творческой манеры художника от ироничных до отрицательных. Они обусловлены восприятием работ Табурина сквозь призму оценки работ художников журнала «Нива» как архаичных, нехудожественных, рутинных, рассчитанных на потребу невзыскательного обывателя. При этом Табурин упрекается не персонально, а коллективно, как имя нарицательное в совокупности с прочими «коммерческими» художниками. В устах этих «левых» критиков творческие принципы таких художников — символ «старой», уходящей России. Они необходимы постольку, поскольку необходимо их преодоление и движение в сторону новых изобразительных средств, свежего взгляда на художественные возможности рисунка, иллюстрации, а новым течениям в искусстве приходилось пробивать себе трудную дорогу в условиях всеобщей испорченности вкусов «всякими» Табуриными, Ижакевичами и пр.
Писатель Сергей Бобров считал, что в «Ниве»:
царствовали уморительные ремесленники вроде Ижакевича, Табурина, Соломки, Елизаветы Бём. Там даже несложный Шишкин был редкостью.

Ему вторил Кузьма Сергеевич Петров-Водкин:
Иллюстрация до Врубеля была настолько в забросе, настолько опошлена старухой «Нивой», что мы совершенно игнорировали эту область, отдав её во владение Каразиным, Пановым, Павловым.
Показателен разговор Корнея Чуковского с Максимом Горьким о судьбе детской книги. Чуковский пишет:

Тут-то он и заговорил о борьбе за полноценную детскую книгу. Оказалось, что он, единственный из всех литераторов, которых я в то время встречал, так же ненавидит всех этих Тумимов, Елачичей, Александров Кругловых, врагов и душителей детства. 
— Детскую литературу, — говорил он, — у нас делают ханжи и прохвосты, это факт. Ханжи и прохвосты. И разные перезрелые барыни. Вот вы всё ругаете Чарскую, Клавдию Лукашевич, «Путеводные огоньки», «Светлячки», но ругательствами делу не поможешь. <…> — тут нужна не одна книга, а по крайней мере триста-четыреста самых лучших, какие только существуют в литературе всех стран, — и сказки, и стихи, и научно-популярные книги, и исторические романы, и Жюль Верн, и Марк Твен, и Миклухо-Маклай… Только таким путём и возможно бороться с этой мерзостью… И рисунки в детских книгах должны быть высочайшего качества — не каракули каких-нибудь Табуриных, а Репин, Добужинский, Замирайло…
— К. И. Чуковский, «Горький», Собрание сочинений. Т. 5. Современники: Портреты и этюды
Насколько ценил Максим Горький Табурина-прозаика, настолько уничижительно отзывался о возможностях Табурина-иллюстратора детской книги.
Не без иронии отзывался также об этой разновидности дореволюционной детской литературы и другой её знаток — Самуил Яковлевич Маршак. Как и Корнея Чуковского, Максима Горького, его не устраивали буржуазное ханжество и приторная назидательность:

В первую очередь на обертку и в перемол пошла вся псевдогероика кадетского корпуса, истерический сентиментализм института благородных девиц, благотворительно-приютская моралистика. А заодно, за компанию, и тот слащавый либерализм, который «испытывал глубокое чувство жалости и сострадания к чужому страданию» при виде бледных и худых «тружеников», покрытых копотью и пылью <…> одна судьба постигла и лихого царского генерала на коне, и сусальных мужичков, у которых то и дело погорали избы со всеми угодьями, а бедную Сивку уводили бессовестные цыгане-конокрады. Их больше нет — именинных книг, на меловой бумаге «с 80 иллюстрациями Табурина и Сударушкина».
— С. Я. Маршак, «Воспитание словом». Статьи, заметки, воспоминания
Октябрьская революция коренным образом изменила взгляд на природу искусства, творческая манера Табурина и иллюстрируемые им Лидия Чарская (её повесть «Княжна Джаваха» имеет в виду Маршак) и Александр Круглов в новое время казались излишне слащавыми, «буржуазными» и старомодными, таким образом, творчество художника оказалось прочно забытым. Однако в последнее время вновь наметился интерес к его работам среди филокартистов, ценителей прикладной графики: пригласительных билетов, изобретательных меню, художественных афиш, рисунков на канве, поздравительных адресов и рекламных плакатов. Его открытки экспонировались в «Музее открытки» Всероссийского музея декоративно-прикладного и народного искусства на выставке старинных открыток «Русская деревня в конце XIX — начале XX века» наряду с работами А. М. Васнецова, Б. М. Кустодиева, И. А. Шарлеманя, Н. П. Богданова-Бельского.
Не обходятся без упоминаний Владимира Табурина и историки отечественной рекламы.

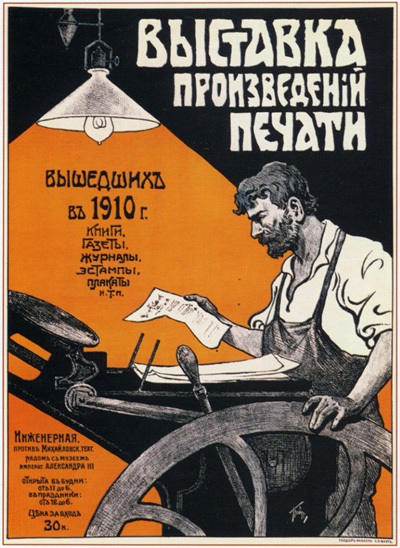
Афиша «Выставки произведений печати»

## Адреса в Петербурге/Петрограде
В 1920-е годы след братьев Табуриных теряется. Георгий, сделав карьеру при большевиках в качестве председателя вырицкого сельсовета, был арестован по «делу офицеров», Константин, принимавший участие в белом движении, остаток своих дней провёл в Крыму. Проживая в Петербурге, Владимир Амосович неоднократно менял свои петербургские квартиры. Вот данные из адрес-календарей «Весь Петербург»:[значимость факта?]
- 1895 год. Слоновая, 47
- 1898 год. Николаевская, 38
- 1901 год. Кузнечный пер., 19—21. Художник-иллюстратор.
- 1904 год. Знаменская, 36—16 Художник.
- 1907 год. Художник. Александровский, 6. Военный корреспондент.
- 1909 год. Художник. Александровский, 7.
- 1911 год. Художник. Петербургская сторона. Большой пр., 19.
- 1913 год. Дворянин. Б. Дворянская, 38. (Из справочника «Весь Петербург» за 1913 год явствует, что к этому времени он уже был удостоен личного дворянства.[2])
- 1917 год. Художник. Б. Дворянская 5, кв. 23.

## Галерея

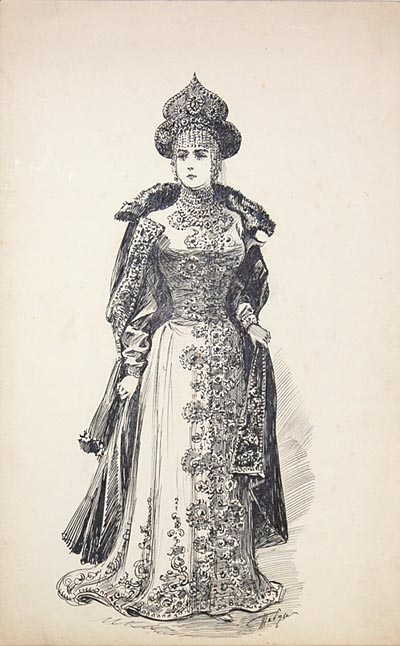
«Россия». Тушь. Размер 20х31 см., нач. XX в.
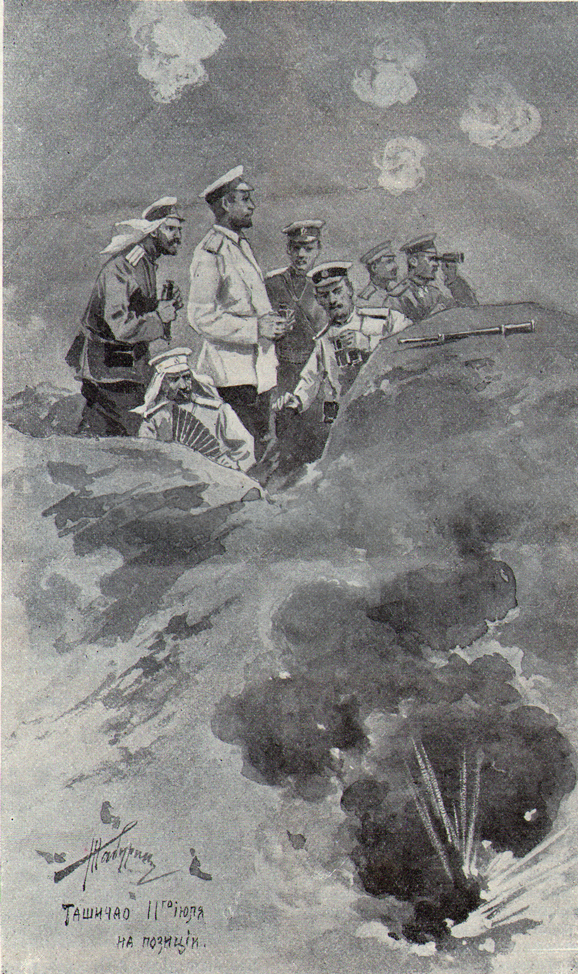
Бой под Дашицяо: барон Г.К.Штакельберг и взрыв бризантного снаряда
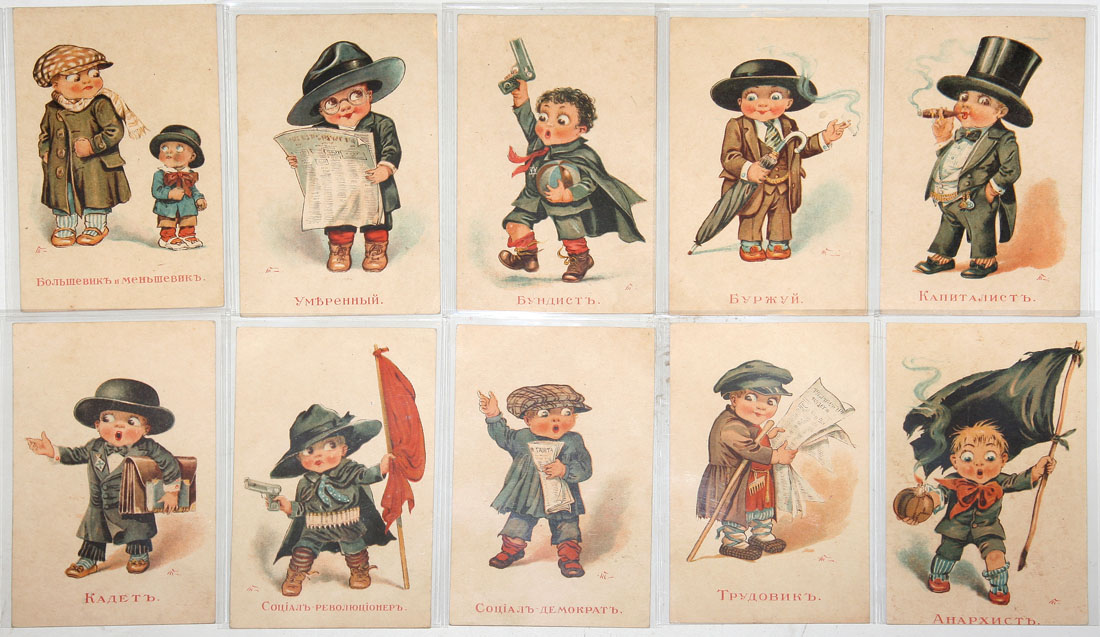
Серия открыток «Дети-политики», 1917 г.
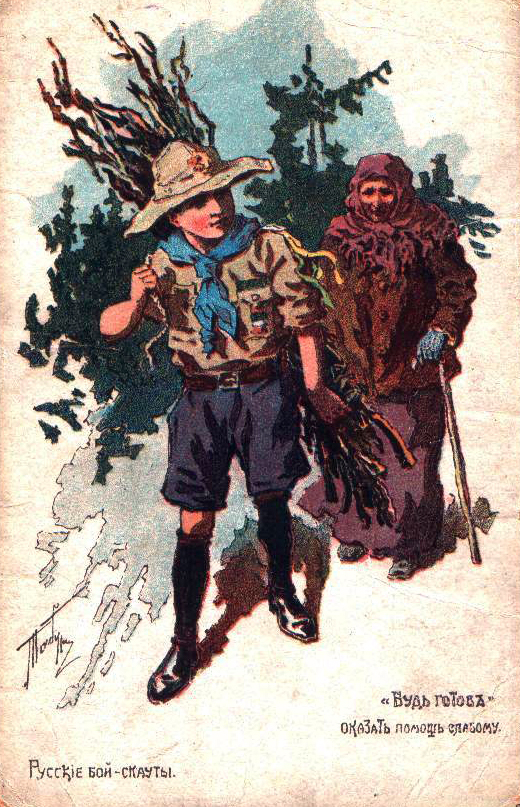
«Русские бойскауты. „Будь готов“ оказать помощь слабому»
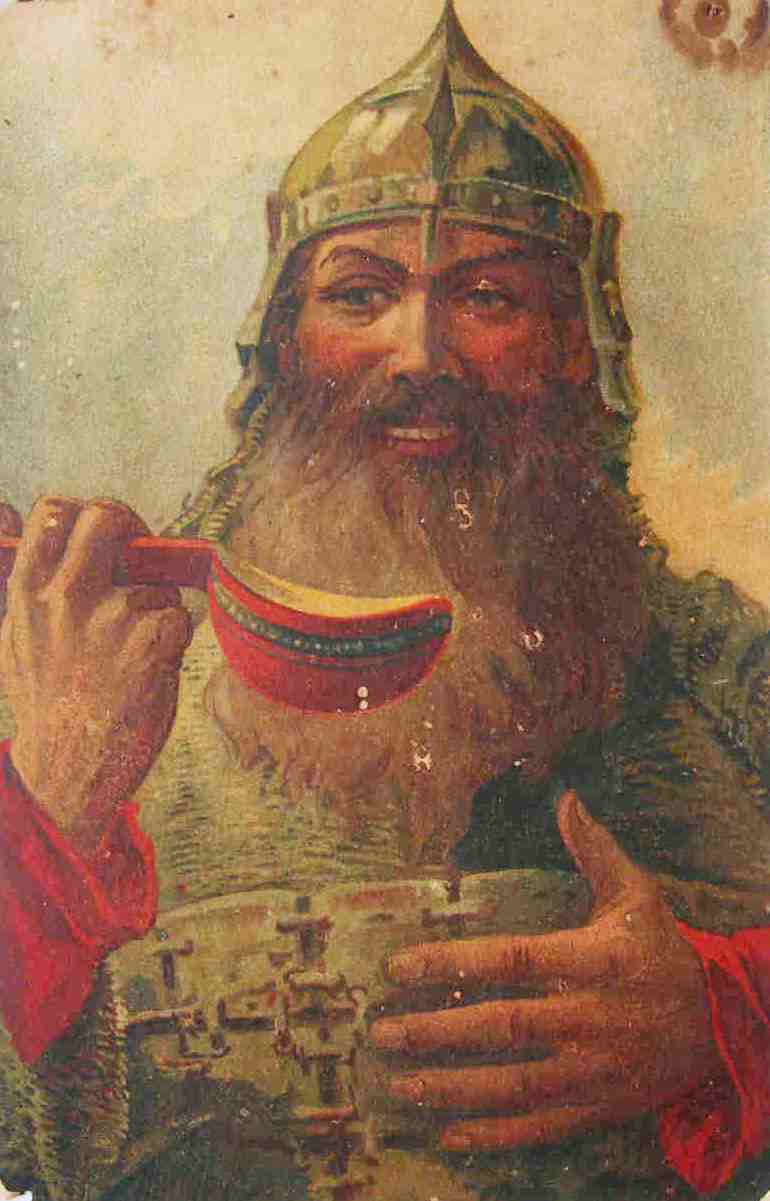
«Богатырь», открытое письмо, эскиз В. А. Табурина
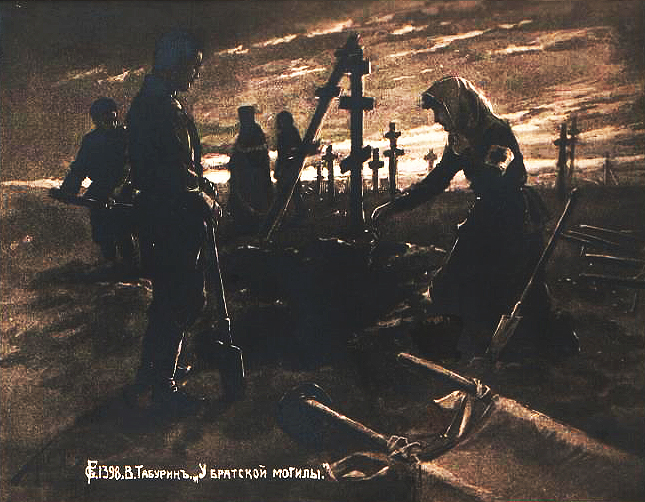
«У братской могилы», открытое письмо
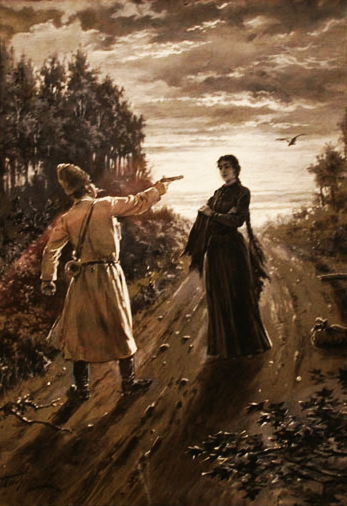
«Гордость». Акварель В.А.Табурина, бумага, гризайль, 29,2×20 см
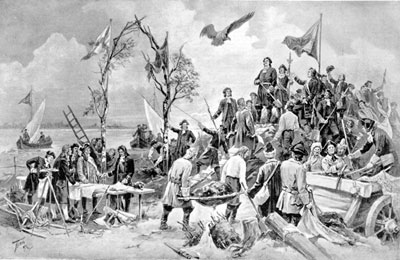
«Основание Петербурга». Рисунок к 200-летию города, Нива, 1903, № 19
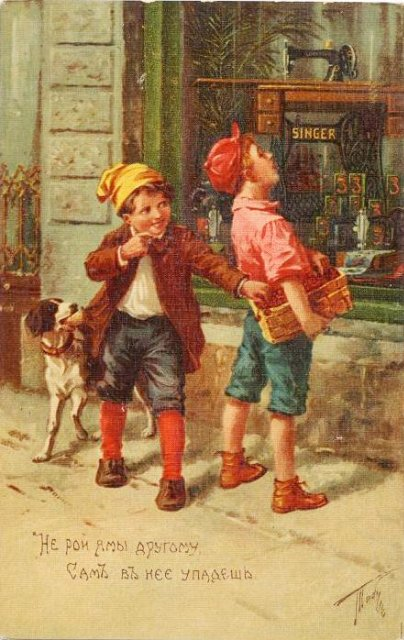
«Не рой ямы другому, сам в неё упадешь». «Зингеровский» вариант пословицы
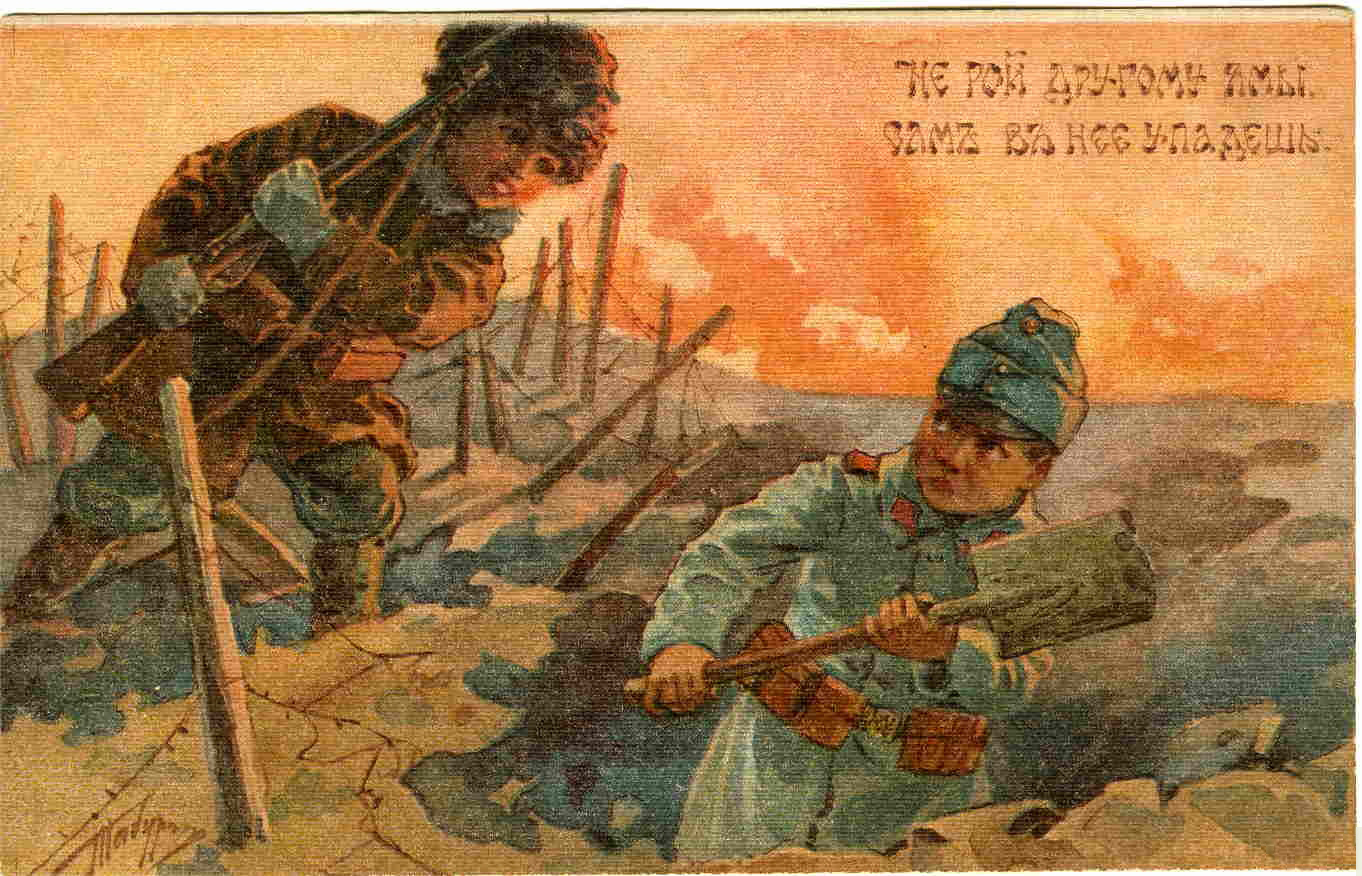
«Не рой другому ямы, сам в неё упадешь». Военный вариант пословицы
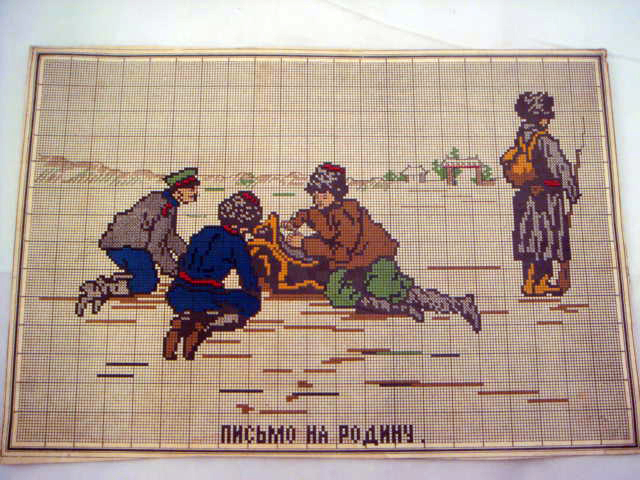
«Письмо на родину» — цветной канвовый рисунок для вышивки в крест, сделанный с открытки. 1907 г.
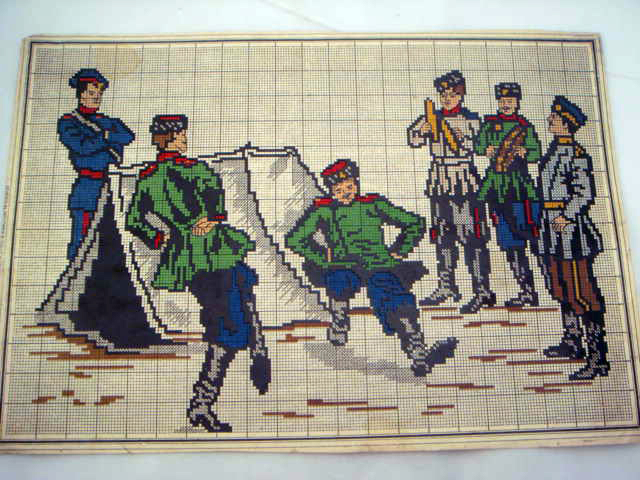
«На привале» — цветной канвовый рисунок для вышивки в крест, сделанный с открытки. 1907 г.

### Библиография иллюстрированных изданий

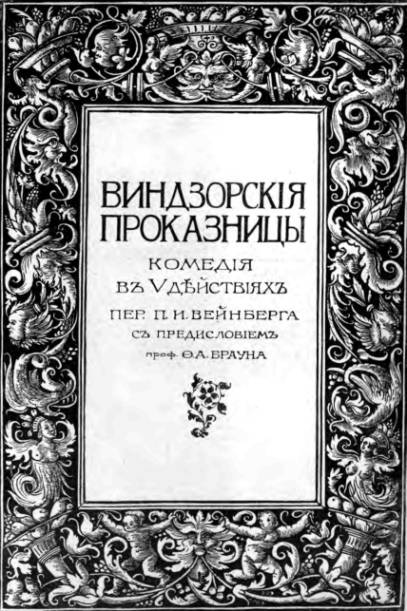
Табурин стилизовал шрифт в «Библиотеке великих писателей», 1902

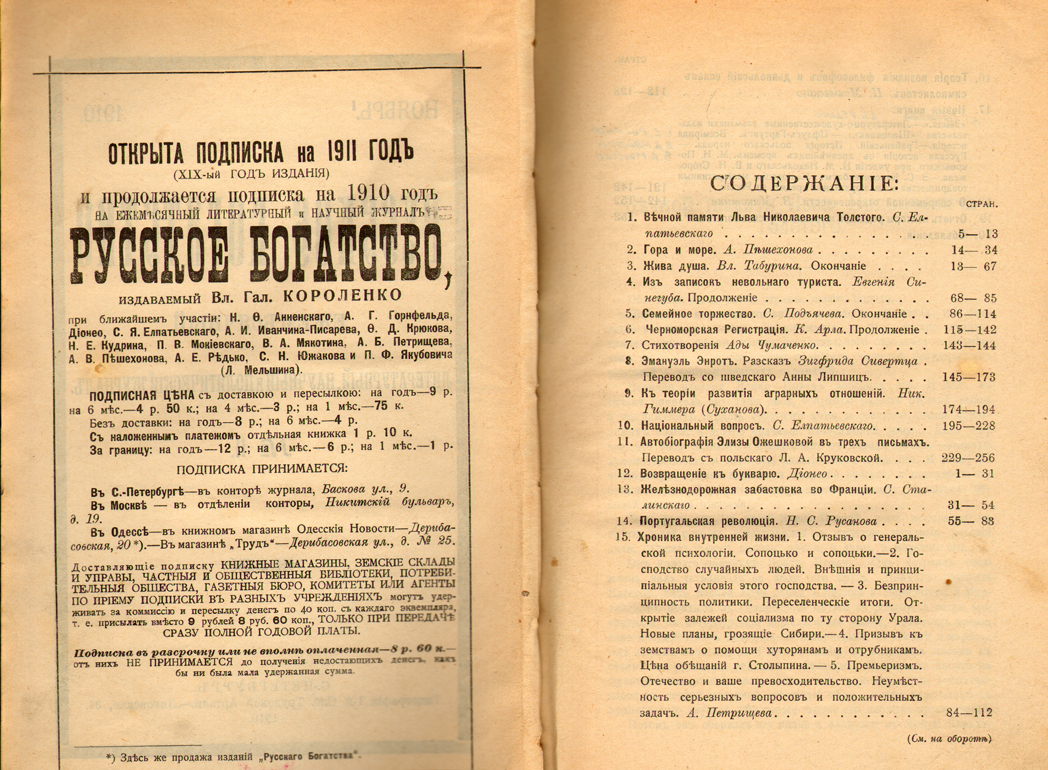
Рассказ «Жива душа» вышел в «Русском богатстве» в дни похорон Льва Толстого вслед за некрологами писателю.

### Библиография прозы

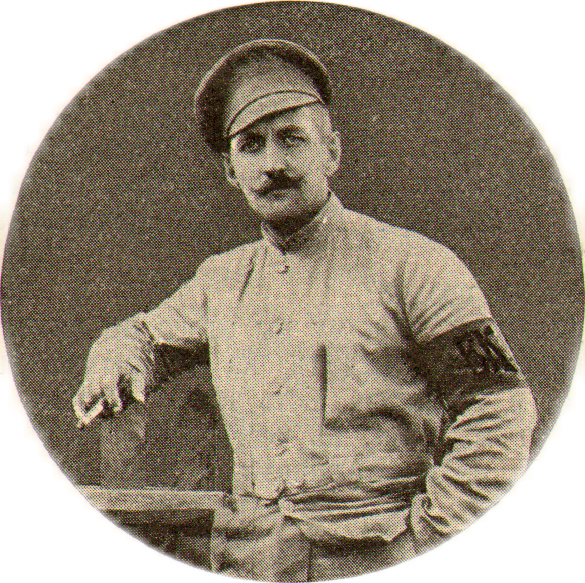
В. А. Табурин — военный корреспондент

## Литература

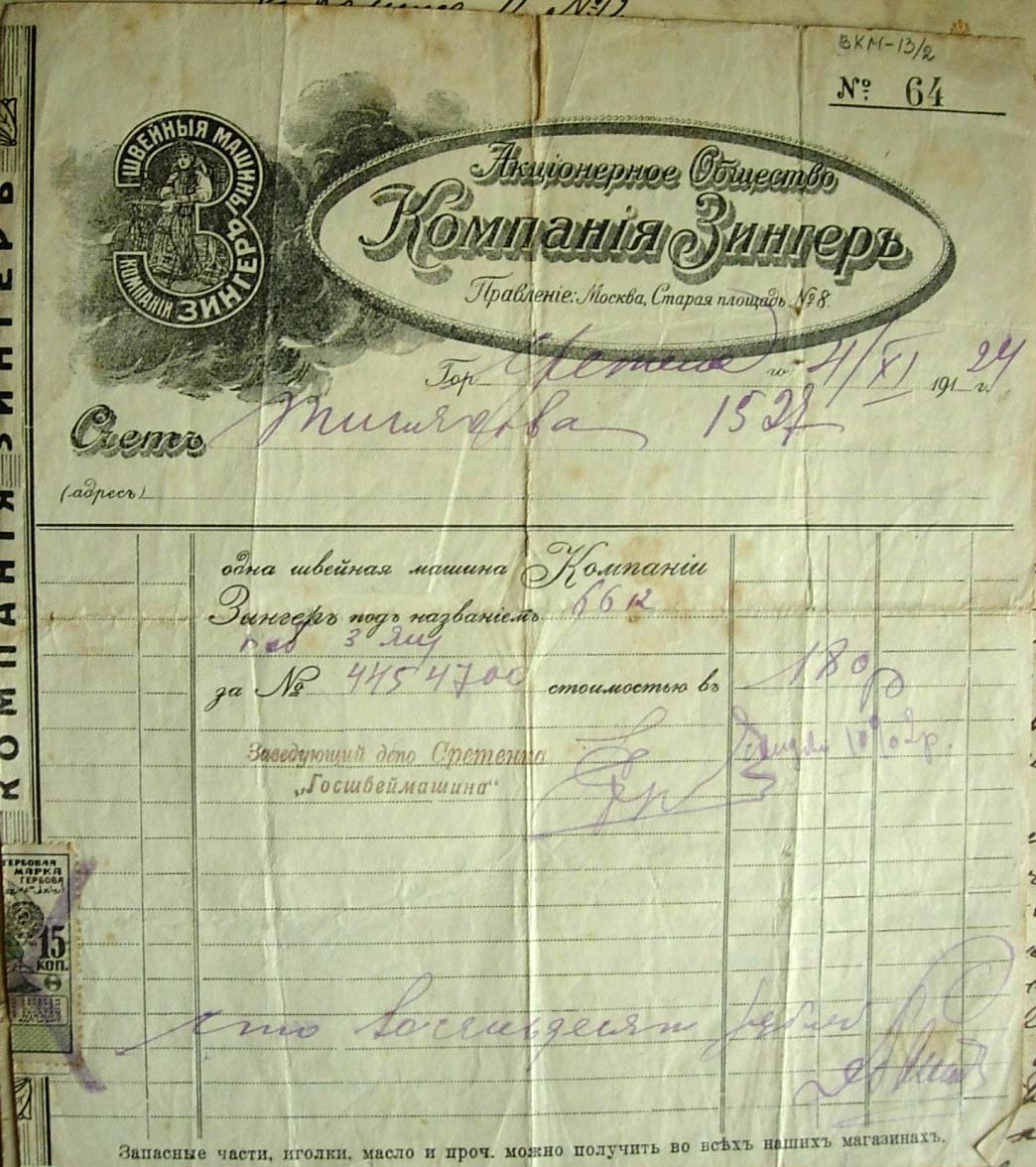
В 1920-е годы заявки на покупку машинок писались ещё на старых бланках с логотипом «Зингер»